# فرودگاه شهری استیونس پوینت
فرودگاه شهری استیونس پوینت (به انگلیسی: Stevens Point Municipal Airport) یک فرودگاه همگانی بهره‌برداری هوایی با کد یاتا STE است که یک باند فرود آسفالت دارد و طول باند آن ۱۸۳۷ متر است. این فرودگاه در کشور ایالات متحده آمریکا قرار دارد و در ارتفاع ۳۳۸ متری از سطح دریا واقع شده است.